# Норт-Страбан Тауншип (округ Вашингтон, Пенсільванія)
Норт-Страбан Тауншип (англ. North Strabane Township) — селище (англ. township) в США, в окрузі Вашингтон штату Пенсільванія. Населення — 15 700 осіб (2020).

## Демографія
Згідно з переписом 2010 року, у селищі мешкало 13 408 осіб у 5432 домогосподарствах у складі 3843 родин. Було 5689 помешкань
Расовий склад населення:
| - 96,0 % — білих - 1,6 % — чорних або афроамериканців - 1,2 % — азіатів - 0,1 % — корінних американців |

До двох чи більше рас належало 0,8 %. Частка іспаномовних становила 1,1 % від усіх жителів.
За віковим діапазоном населення розподілялося таким чином: 22,3 % — особи молодші 18 років, 60,5 % — особи у віці 18—64 років, 17,2 % — особи у віці 65 років та старші. Медіана віку мешканця становила 42,8 року. На 100 осіб жіночої статі у селищі припадало 93,1 чоловіків;  на 100 жінок у віці від 18 років та старших — 89,1 чоловіків також старших 18 років.
Середній дохід на одне домашнє господарство  становив 92 783 долари США (медіана — 77 087), а середній дохід на одну сім'ю — 108 346 доларів (медіана — 92 130). Медіана доходів становила 73 411 долар для чоловіків та 44 748 доларів для жінок. За межею бідності перебувало 2,4 % осіб, у тому числі 1,0 % дітей у віці до 18 років та 3,6 % осіб у віці 65 років та старших.
Цивільне працевлаштоване населення становило 7520 осіб. Основні галузі зайнятості: освіта, охорона здоров'я та соціальна допомога — 22,2 %, науковці, спеціалісти, менеджери — 11,5 %, роздрібна торгівля — 10,9 %, мистецтво, розваги та відпочинок — 10,4 %.